# Elisabeth Muhr-Jordan
Elisabeth Muhr-Jordan, auch Else Muhr-Jordan und Elsa Muhr-Jordan (* 27. Oktober 1892 in Wien; † 14. Jänner 1971 ebenda) war eine österreichische Lehrerin, Politikerin (NSDAP) und Gaufrauenschaftsleiterin.

## Leben und Wirken
Elisabeth Muhr-Jordan wurde am 27. Oktober 1892 als Elisabeth Muhr in Wien geboren. Ihre Vorfahren waren Bauern, die väterlicherseits aus Südmähren stammten. Ihr Vater galt als Anhänger Georg von Schönerers sowie der Großdeutschen Idee. Ihr eigentlicher Vorname Elisabeth wird oftmals als Else oder Elsa angegeben, weshalb sie auch unter diesen beiden Vornamen bekannt ist. Nach der allgemeinen Schulbildung und dem Besuch der Handelsschule legte sie die Staatsprüfung für das Lehramt der Stenografie und des Kunstgesangs ab, ehe sie von 1913 bis 1915 am Mädchenlyzeum des Wiener Frauenerwerbvereins in besagten Fächern unterrichtete. Im Jahre 1915 heiratete Muhr und führte ab der Heirat ausschließlich den Doppelnamen Muhr-Jordan. Die Ehe, aus der eine Tochter stammte, wurde 1927 geschieden; sie behielt den Doppelnamen jedoch bei.
1928 nahm Muhr-Jordan, mittlerweile Mitte 30, wieder ihre Berufstätigkeit auf und wurde Kanzleileiterin in einem Holzunternehmen. In Personalfragebögen gab sie als Beruf jedoch stets entweder Haushalt oder Lehrerin an. Mit 1. April 1932 erfolgte Muhr-Jordans offizieller Eintritt in die Nationalsozialistische Deutsche Arbeiterpartei (NSDAP), in der sie noch im Oktober desselben Jahres zur Gaugeschäftsführerin ernannt wurde. Wenige Monate später übernahm sie die Leitung der illegalen Gaufrauenschaft für Wien. Nachdem sie im September 1935 zu drei Monaten Gefängnis verurteilt worden war, kehrte sie sogleich nach ihrer Entlassung wieder auf ihre angestammte Stelle der Gaufrauenschaftsleitung in Wien zurück und wurde daraufhin im Jahre 1936 zur illegalen Landesfrauenschaftsleiterin ernannt. Als solche sollte sie, wie sie es bereits in ihrer Heimatstadt getan hatte, eine Organisation in ganz Österreich aufbauen. Noch im selben Jahr traf Muhr-Jordan in Deutschland auf die Reichsfrauenführerin Gertrud Scholtz-Klink, ehe sie bis 1937 eine ausgedehnte Reise durch die österreichischen Bundesländer unternahm und für die jeweiligen Gebiete Österreichs zuständigen Gaufrauenschaftsleiterinnen ernannte. Daneben leitete sie 1937 auch einen Schulungskurs für österreichische Funktionärinnen. Erst im Jahre 1938 erfolgte Muhr-Jordans offizielle Ernennung zur Gaufrauenschaftsleiterin der NS-Frauenschaft Wien, womit sie zu einer hauptamtlichen Parteifunktionärin avancierte und diese Stelle bis zum Ende des Zweiten Weltkriegs beibehielt.
Unmittelbar nach Kriegsende wurde Muhr-Jordan abermals verhaftet und kam am 20. Juni 1945 in das Gefängnis Altmünster in Oberösterreich. Knapp zwei Jahre später erfolgte am 24. April 1947 ihre Überstellung an die Polizeidirektion Salzburg zur Weiterleitung an das österreichische Gericht. In weiterer Folge wurde sie zu einer mehrjährigen Haftstrafe verurteilt, die sie in den Gefängnissen von Altmünster und Glasenbach absaß. Danach dürfte Muhr-Jordan wieder in ihre Heimat zurückgekehrt sein, wo sie am 14. Jänner 1971 im Alter von 78 Jahren starb.